# Parafia Matki Bożej Bolesnej w Lacku
Parafia Matki Bożej Bolesnej w Lacku – parafia rzymskokatolicka w Lacku.
Parafia erygowana w 1978.
Unicką cerkiew w Lacku wzniesiono z fundacji Radziwiłłów bialskich w 1795 r. Początkowo była to kaplica unickiej parafii w Dołhobrodach. Wskutek likwidacji unickiej diecezji chełmskiej przeszła w 1875 na własność parafii prawosławnej. W posiadaniu Kościoła rzymskokatolickiego obiekt znalazł się w 1951 i wtedy został gruntownie przebudowany. Wyremontowana w l. 1971-1975. Od 1978 jest to świątynia parafialna.

## Zasięg parafii
Do parafii należą wierni z następujących miejscowości: Lack, Krasówka (4 km), Konstantyn (3 km) i część Zaświatycz (1 km). Liczy 500 wiernych.